# Alzamái
Alzamái (del ruso: Алзамай) es una ciudad del óblast de Irkutsk, en Rusia. Está situada sobre el río Toporok, que pertenece a la cuenca del Angará y a la del Yeniséi, al ser un afluente del Biriusa. Se encuentra a 510 km al noroeste de Irkutsk y a 75 km de Nizhneudinsk. Su población se elevaba a 7.133 habitantes en 2009.

## Historia
Alzamái fue fundada en 1899 con la apertura de una estación del mismo nombre en el tramo siberiano oriental del ferrocarril Transiberiano, cerca de un antiguo pueblo con el mismo nombre (actualmente Stari Alzamái). El nombre del lugar y el del torrente Alzamáichik pueden derivar del nombre del legendario héroe buriato del siglo XVI Olzobe o Olzoma bajo quien los buriatos se extendieron desde la actual Mongolia al Baikal.
En 1955 recibió el estatus de ciudad.

## Demografía
| 1959   | 1970   | 1989  | 2002  | 2008  |
| ------ | ------ | ----- | ----- | ----- |
| 13 000 | 10 600 | 9 000 | 7 383 | 7 134 |

## Economía y transporte
La principal actividad económica de la ciudad es la industria maderera.
La localidad se encuentra en el kilómetro 4.586 desde Moscú del ferrocarril Transiberiano y la carretera M53 Novosibirsk-Irkutsk-Listvianka.